# 美帆
美帆（みほ）は、日本の女性ケータイ小説家。2009年現在、20歳。本名は非公表。

## 人物
「最愛の君へ。」がSNSモバゲータウン主催の第1回小説大賞を受賞。
家が病院関係者であると発言しており、現在、美容師になる為にアシスタントを行っている。

## エピソード

### 「最愛の君へ。」について
作品執筆の動機は「友達に薦められた携帯小説を見たとき、これなら自分の方が面白い話を書けると思ったので」と述べている。

## 作品
- 最愛の君へ。（講談社、2007年12月）ISBN 978-4-06-214478-0